# Sophia Anna van Pipenpoy

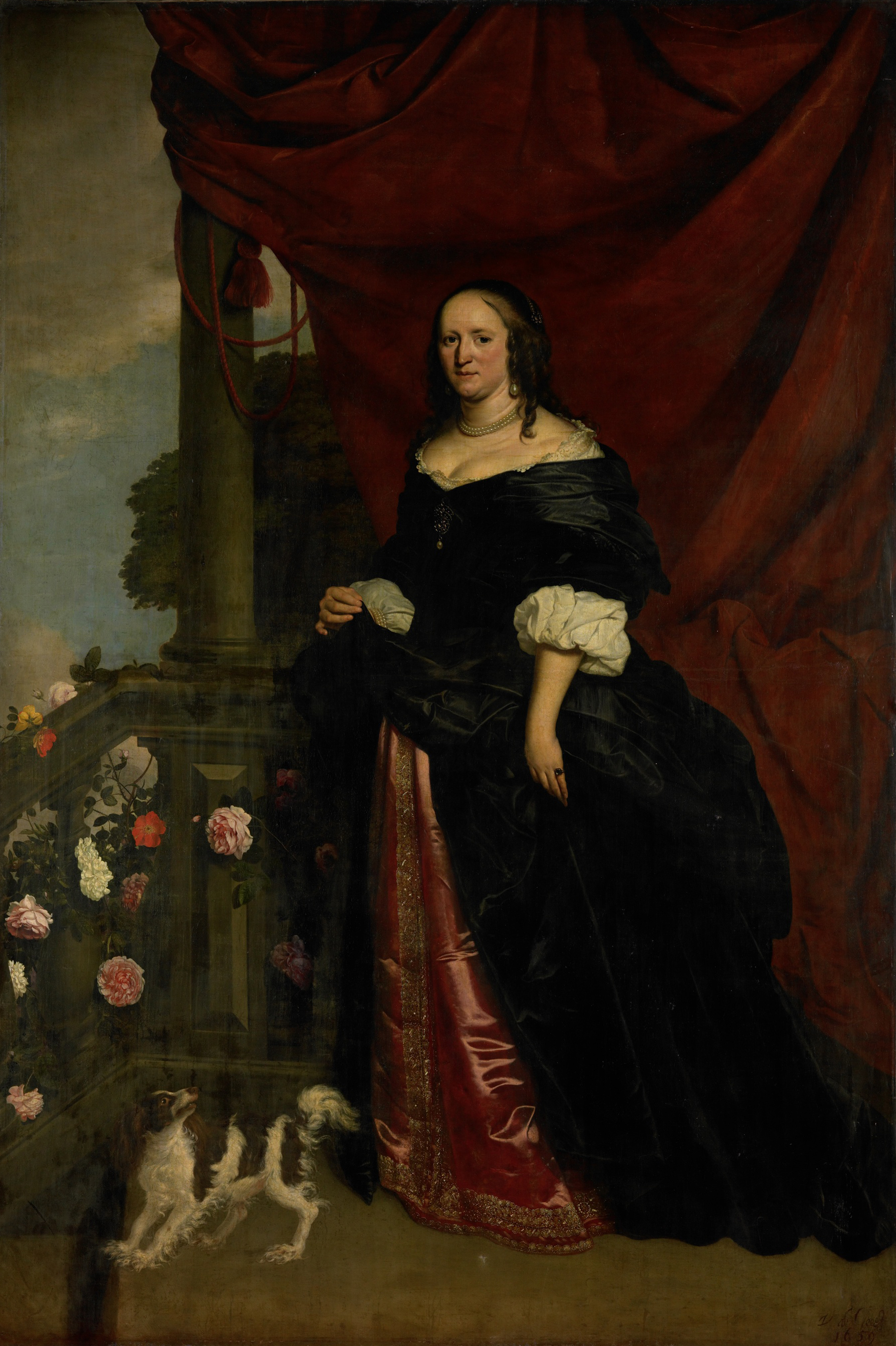
Portret van, vermoedelijk, Sophia Anna van Pipenpoy (1659) door Wybrand de Geest (Rijksmuseum Amsterdam)

Sophia Anna van Pipenpoy (Sexbierum, 1618–aldaar, 18 november 1670), vrouwe van Merchtem en gravin van Schellart, was een Friese edelvrouw. Als dochter van Eraert van Pipenpoy en Jel van Liauckama-Pipenpoy was zij afstammeling van twee invloedrijke geslachten.

## Levensloop
Sophia Anna van Pipenpoy groeide op in Merchtem. Toen haar vader in 1638 kwam te overlijden, werd ze tot vrouwe van Merchtem verheven en verhuisde ze met haar moeder naar Liauckema State. Moeder erfde deze State van haar vader, Sophia Anna's grootvader Jarich van Liauckama, toen hij in 1642 kwam te overlijden.
De State ging vervolgens naar Sophia Anne over toen haar moeder in 1650 overleed. Sophia Anna huwde in 1652 met Wytze van Cammingha (1629–1652), die bij haar op de Liauckama State settelde. Dit huwelijk was van korte duur, want in het najaar van dat jaar werd Cammingha vermoord. Hij zou nabij Brussel doodgeslagen zijn door een bastaardzoon van de Deense koning, Ulrich Christan Gyldenlöwe. Hij is in Mechelen in het graf van Sophia Anna's oudoom Sicke van Liauchama begraven. Er werd door enkele historici geopperd dat Sophia Anna een hand gehad heeft in de dood van haar echtgenoot⁣, maar de theorieën daarover zijn weinig aannemelijk.
Ze trouwde een tweede keer, nu met Johan Albrecht graaf Schellard van Obbendorp, maar deze liep uit op echtscheiding wegens Schellards losbandig gedrag. Sophia Anna verbleef voor de rest van haar leven als spinster op Liauckama State, alwaar ze in 1670 kinderloos overleed.

## Portretten

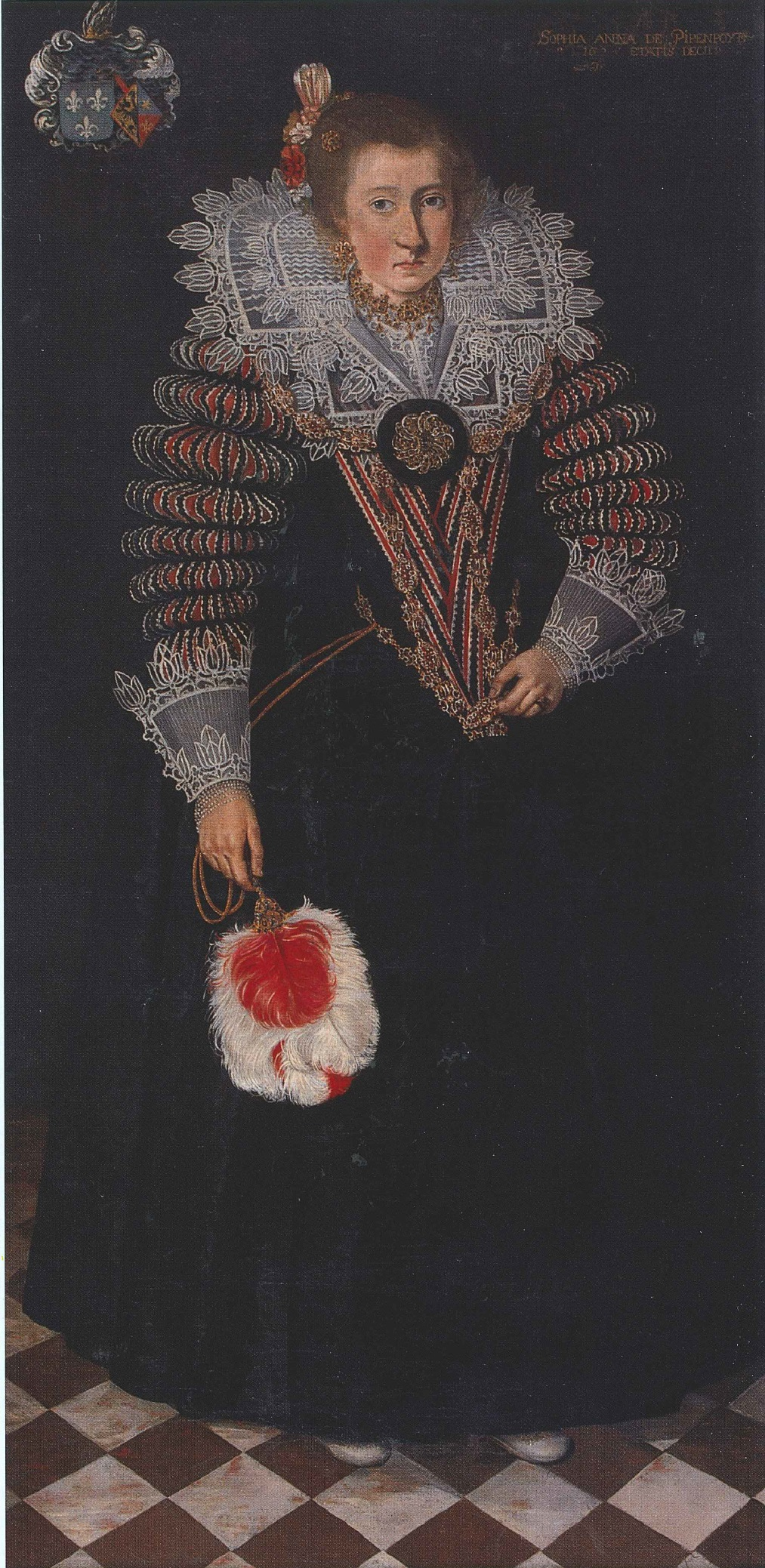
De 10-jarige Sophia Anna van Pipenpoy (1628), door L.J. Woutersin (Fries Museum).

Er zijn diverse portretten van Sophia Anna van Pipenpoy. In beschouwingen komen haar grote neus veelvuldig als kenmerk terug. Deze zou ze van haar moeder geërfd hebben.
De oudst bekende is geschilderd in 1628, toen zij dus tien jaar oud was. De schilder was L. J. Woutersin, een navolger van Wybrand de Geest. Het portret is enigszins stijfjes geschilderd, het kind ziet er jaren ouder uit dan ze was (het 'Woutersin effect'), maar het rijke kostuum en de vele juwelen komen goed tot uiting. In haar rechterhand draagt Van Pipenpoy een struisveren waaier. Op de borst zit een grote strikbroche bezet met diamanten. Dit type broche komt regelmatig voor op Nederlandse portretten uit de 17e eeuw. Hetzelfde sieraad is ook terug te vinden in andere portretten van Van Pipenpoy. Het portret geeft een goede indruk van de mode in die tijd.
It liket wol frou Pipenpoy.
Het portret van omstreeks 1640 toont dezelfde strikbroche. Het toont tevens gelijkenis met haar moeders portret uit 1643. Met name de grote neus van moeders lijkt door de dochter te zijn overgenomen. Op basis van de schilderijen lijkt het erop dat zij in de familie het meeste aandacht schonk aan opsmuk. Ze lijkt in dat opzicht een zeker imago achtergelaten te hebben, want anno 1966 zou in Sexbierum van een dame die zich te veel opsierde nog wel eens "it liket wol frou Pipenpoy" gezegd worden.
Voorts is er een portret van haar uit 1655, ook geschilderd door Wybrand de Geest; en er is een vrijwel identiek schilderij in de collectie Van Cammingha die inmiddels ook geïdentificeerd als een portret van Sophia Anna van Pipenpoy.

## Galerij
Op de afbeeldingen staan moeder (links) en dochter (rechts). De verwantschap tussen de twee blijkt mede uit hun karakteristieke neus.

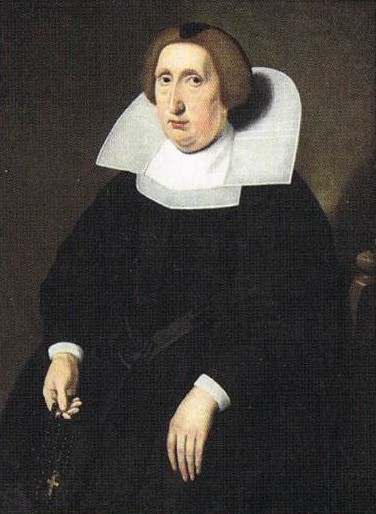
Jel van Liauckama in 1643
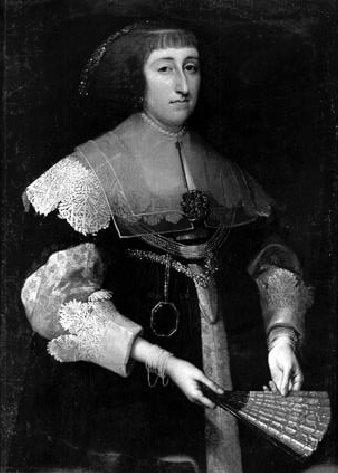
Sophia Anna van Pipenpoy in ca. 1640